# Джей Ґлейзер
Джей Ґлейзер (англ. Jay Glaser, 11 липня 1953) — американський яхтсмен.
Срібний призер Олімпійських Ігор 1984 року в класі Торнадо.